# 克拉斯利亞尼
50°34′11″N 32°40′13″E / 50.56972°N 32.67028°E
克拉斯利亞尼（烏克蘭語：Красляни），是烏克蘭的村落，位於該國北部切爾尼戈夫州，由普里盧基區負責管轄，始建於1629年，面積1.78平方公里，海拔高度159米，2001年人口487，人口密度每平方公里273人。